# Gonvick, Minnesota
Gonvick là một thành phố thuộc quận Clearwater, tiểu bang Minnesota, Hoa Kỳ. Năm 2010, dân số của thành phố này là 282 người.

## Dân số
- Dân số năm 2000: 294 người.
- Dân số năm 2010: 282 người.